# Ван дер Лейн, Корнелис
Корнелис ван дер Лейн (нидерл. Cornelis van der Lijn; 1608, Алкмар, Северная Голландия — 27 июня 1679, Алкмар, Северная Голландия) — десятый генерал-губернатор Голландской Ост-Индии.

## Биография
Родился в Алкмаре, предположительно, в 1608 году. С 1627 года служил помощником капитана (нидерл. assistent) на корабле «Вапен ван Хорн» (нидерл. Wapen van Hoorn), приписаном к Батавии. С 1632 года по 18 января 1636 года служил в должности главного бухгалтера (нидерл. boekhouder-generaal). В 1639 году назначен чрезвычайным советником (нидерл. Raad extra-oridinair) Совета Индий; год спустя стал президентом Schepenrechtbank — морского суда, имевшего также и другие, внесудебные функции. В 1641 году он был назначен действительным советником (нидерл. Raad ordinair), а через некоторое время сменил Филипса Лукаша (нидерл. Philips Lucasz) в должности Генерального директора Индий.
12 апреля 1645 года, незадолго до своей смерти, генерал-губернатор Голландской Ост-Индии Антони ван Димен созвал Совет Индий; на заседании Совета, по предложению ван Димена, его преемником на посту генерал-губернатора назначен ван дер Лейн. 19 апреля ван Димен скончался. Решение Совета шло вразрез с правилами, установленными Голландской Ост-Индской компанией ещё в 1617 году: согласно им, избрание нового генерал-губернатора должно было проводиться после смерти старого, по решению «Семнадцати господ» (нидерл. Heren XVII) — коллективного руководства компании. Первоначально Семнадцать господ отказались утвердить решение Совета Индий, однако позже они были вынуждены уступить — 10 октября 1646 года ван дер Лейн был официально назначен ими на пост генерал-губернатора.
На этом посту он проводил миролюбивую политику — были заключён мир с султанатами Солоп, Бантам и Матарам. 24 сентября 1646 года было подписано торговое соглашение между Голландской Ост-Индской компанией и матарамским принцем — первое подобное соглашение компании с яванскими правителями. Были предприняты меры для поддержания торговой монополии компании на Молуккских островах. После ожесточённой осады, войска компании захватили крепость Капаха (нидерл. Kapaha) на острое Титу.
7 октября 1650 года ушёл в отставку по собственному желанию. Его преемником на посту генерал-губернатора стал Карел Рейнирс. В 1651 году вернулся в Нидерланды на борту корабля «Принсес Ройал» (нидерл. Prinses Royaal).
24 декабря 1668 года избран бургомистром (нидерл. burgemeester) своего родного города Алкмара. Скончался там же 27 июля 1679 года.

## Память
Именем ван дер Лейна голландский мореплаватель Мартин Геритсон Де Фриз назвал мыс и полуостров на одном из Курильских островов — Урупе. Наименование этих географических объектов за сотни лет было искажено картографами при переводе фамилии с разных языков на русский, и в настоящее время мыс и полуостров называются именем Ван-дер-Линда.